# Центр вивчення мов «К о м п і с»
Приватний позашкільний навчальний заклад — «Центр вивчення мов «К о м п і с»» із 1994 року надає освітні послуги з підготовки  до вступу у вищі заклади освіти України на підставі ліцензії Міністерства освіти і науки України та діє відповідно до закону України «Про освіту» і нормативних документів Міністерства освіти і науки України.
Заклад є юридичною особою, має самостійний баланс.
Основне призначення: 
- довузівська підготовка іноземних громадян до вступу у вищі заклади освіти України;
- вивчення української мови як іноземної;
- вивчення англійської мови як іноземної;
- організація комплексу позанавчальних послуг для громадян у процесі їх навчання.

Головною метою довузівської підготовки іноземних громадян є формування знань, умінь і навичок у тому обсязі, який забезпечує подальше успішне навчання іноземних студентів у вищих навчальних закладах України, а також створення всіх необхідних умов з метою швидкої адаптації іноземців у новому соціально-культурному середовищі.
Загальна мета навчання української мови студентів-чужоземців в умовах мовного середовища є комплексною. Вона передбачає практичні, освітні та виховні завдання, що тісно взаємодіють із потребами підготовки спеціалістів для зарубіжних країн. Матеріал підібрано з урахуванням цілей навчання, зумовлених комунікативними, освітніми та пізнавальними потребами студентів, котрі починають вивчати українську мову як іноземну. 
Загальна мета навчання англійської мови – досягнення достатнього рівня професійної комунікації в основних напрямах майбутньої фахової англомовної діяльності, а саме: сформувати навички використання знань з англійської мови як у процесі повсякденного спілкування з представниками інших країн із різноманітних питань, так і на етапі підготовки до участі у навчальному процесі, міжнародних конференціях, проєктах та дискусіях, а також навчити їх проводити письмовий обмін діловою інформацією. Навчальний процес організовано у такий спосіб, щоб сприяти паралельному й взаємопов’язаному формуванню у студентів умінь і навичок усного (говоріння, аудіювання) і писемного (читання, письмо) мовлення.
Заклад здійснює підготовку за інженерно-технічними, медико-біологічними та гуманітарними напрямками. Основний контингент випускників вступає до Львівської політехніки. Ведеться також підготовка іноземних громадян для вступу до вищих навчальних закладів Львова, Києва, Харкова, Одеси та інших міст України. За роки роботи закладу було підготовлено понад 1000 іноземних громадян з більш ніж 30-ти країн світу.
Один із випускників закладу Ше Сяньнін, студент із Китаю, після навчання у магістратурі  Національного університету «Львівська політехніка», продовжив займатися науковою діяльністю й у 2023 році успішно захистив українською мовою дисертацію на здобуття ступеня доктора філософії.
Додаткову інформацію щодо навчання іноземних громадян у Центрі можна отримати, надіславши лист із запитаннями на e-mail:  kompis@lp.edu.ua